# Distrikt Teniente César López Rojas
Der Distrikt Teniente César López Rojas liegt in der Provinz Alto Amazonas in der Region Loreto in Nordost-Peru. Der Distrikt wurde am 8. September 1964 gegründet. Er besitzt eine Fläche von 1494 km². Beim Zensus 2017 wurden 6060 Einwohner gezählt. Im Jahr 1993 lag die Einwohnerzahl bei 4874, im Jahr 2007 bei 5892. Verwaltungssitz ist die 175 m hoch am rechten Flussufer des Río Huallaga gelegene Ortschaft Shucushuyacu mit 1874 Einwohnern (Stand 2017). Shucushuyacu liegt 30 km südöstlich der Provinzhauptstadt Yurimaguas.

## Geographische Lage
Der Distrikt Teniente César López Rojas liegt im peruanischen Amazonasgebiet im Südosten der Provinz Alto Amazonas. Der Río Huallaga durchquert den Südwesten des Distrikts. Durch den Norden des Distrikts fließt dessen Nebenfluss Río Cuiparillo.
Der Distrikt Teniente César López Rojas grenzt im Westen und Nordwesten an den Distrikt Yurimaguas, im äußersten Nordosten an den Distrikt Santa Cruz, im Osten an den Distrikt Puinahua (Provinz Requena) sowie im Süden an die Distrikte Papaplaya, El Porvenir (beide in der Provinz San Martín) und Barranquita (Provinz Lamas).